# Freddy Rincón
Freddy Eusebio Rincón Valencia (ur. 14 sierpnia 1966 w Buenaventura, w Kolumbii, zm. 13 kwietnia 2022 w Cali) – były kolumbijski piłkarz, grający na pozycji ofensywnego pomocnika.
Swą karierę rozpoczął w 1986 roku w zespole Atlético Buenaventura. Grał również w: Independiente Santa Fe, América Cali (Kolumbia), SSC Napoli (Włochy), Realu Madryt (Hiszpania), SE Palmeiras, Santos FC, Cruzeiro EC i Corinthians Paulista (Brazylia).
Rincón zdobył 17 bramek w 84 meczach w barwach reprezentacji Kolumbii. Wystąpił na 3 mundialach: w 1990, 1994 i 1998 roku.
Zmarł 13 kwietnia 2022 r. w wyniku obrażeń jakich doznał w wypadku samochodowym.